# Tamanrasset
Tamanrasset o Tamanghasset (in berbero (tuareg) Tamanghaset) è una città dell'Algeria, capoluogo della provincia e del distretto omonimi. Situata ai piedi dell'Atakor, al centro del massiccio dell'Ahaggar, è il centro più importante della società dei tuareg algerini. In questa località fu ucciso, il primo dicembre 1916, San Charles de Foucauld, per mano di ribelli che promuovevano una guerra santa contro gli Europei.

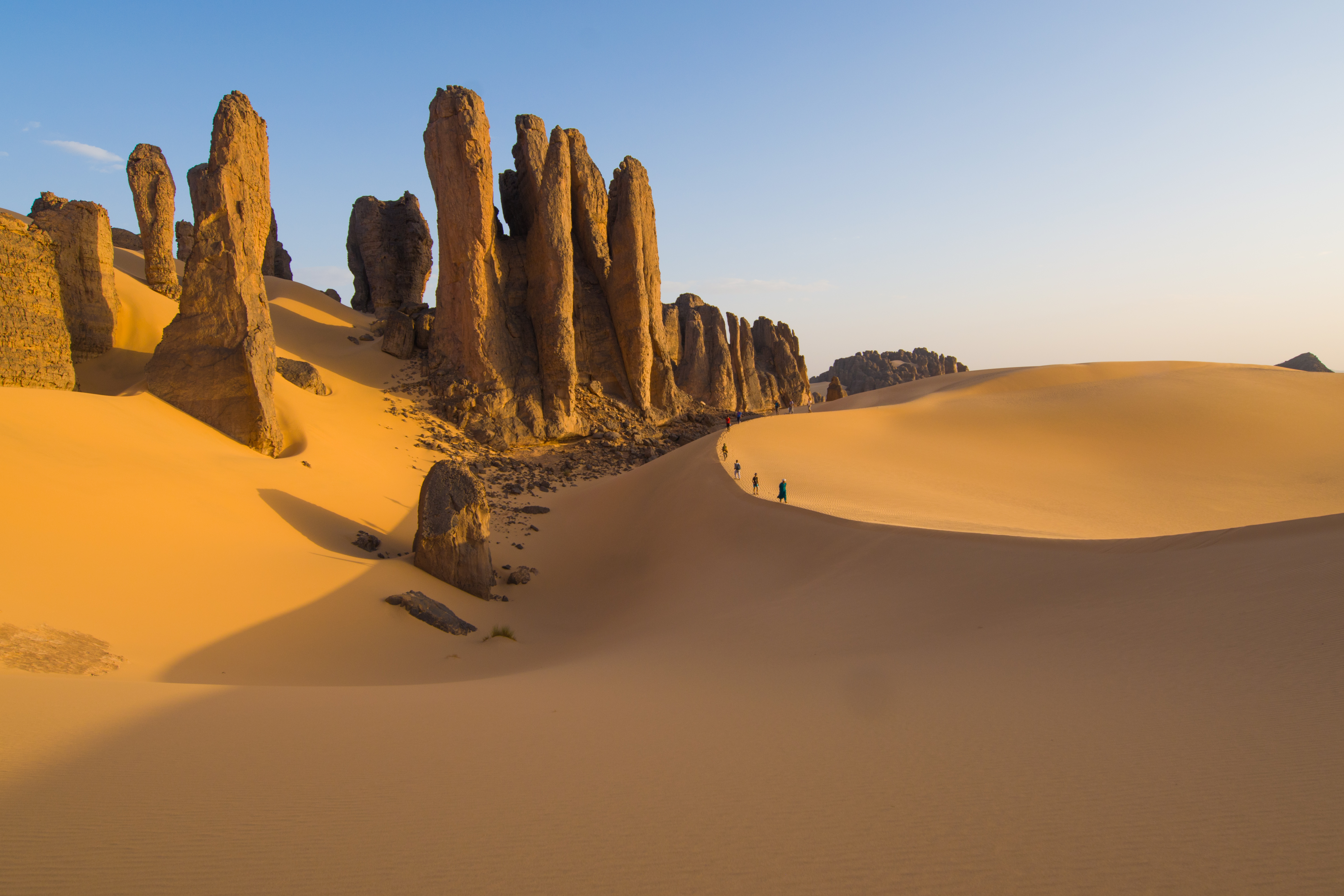
Il Parco nazionale di Hoggar si sviluppa nei pressi di Tamanrasset